# Volby do zastupitelstva Kroměříže 1919
Volby do zastupitelstva Kroměříže 1919 proběhly 15. června a šlo o vůbec první místní volby po vzniku Československé republiky. Volilo se celkem 36 zastupitelů, kandidátní listinu postavila Československá sociálně demokratická strana dělnická, Československá strana lidová, Československá národní demokracie, Československá strana socialistická, Československá živnostensko-obchodnická strana středostavovská, agrárníci kandidovali pod hlavičkou "Malorolníků" a svou kandidátní listinu podala jak místní židovská, tak i německá komunita.
Výsledkem voleb v českých zemích (nevolilo se na územích, jejichž příslušnost k československému státu ještě nebyla ujasněna (Vitorazsko, Hlučínsko, Valticko a část Těšínska) a volby nebyly organizovány ani na Slovensku a Podkarpatské Rusi) výrazné vítězství levice. Vzhledem k posílení levice se volby staly předělem v podobě celostátní vlády. Ve vypjaté dobové atmosféře, kdy se tisk jednotlivých stran dokázal shodnout jen na odporu vůči svévolné cenzuře vojenských úřadů ve městě, jelikož kvůli válce s Maďarskem nedovolily i např. otištění informace o tom, že město navštíví ministr obrany Václav Klofáč, v Kroměříži levice sice výrazného vítězství nedosáhla, ale k předělu ve vládnutí došlo i zde, když i z důvodu demokratizování volebního práva skončila dosavadní převaha konzervativců v místním zastupitelstvu: zvítězila Československá sociálně demokratická strana dělnická se ziskem 29 % hlasů a spolu s československými socialisty obsadila 16 z 36 mandátů, lidovci vedení dosavadním starostou a advokátem Dr. Metodějem Bartákem skončili druzí. V retrospektivně psané kronice města k tomu poznamenal František Václav Peřinka, berní úředník a historik, že „lidovci, následovníci politických katolíků či katolicko národní strany vládnoucí ‘na kroměřížském obecním domě‘ skoro po 40 let, se neradi loučili s mocí, ale ve světle volebních výsledků sami uznali, že už je po hodech."
Starostou se stal národní demokrat Josef Jedlička.

## Výsledky hlasování
| Strana                                                         | Počet hlasů (abs.) | %        | Zastupitelé |
| -------------------------------------------------------------- | ------------------ | -------- | ----------- |
| Československá sociálně demokratická strana dělnická           | 2 133              | 29,10    | 11          |
| Československá strana lidová                                   | 1 702              | 23,22    | 9           |
| Československá národní demokracie                              | 1 225              | 16,71    | 7           |
| Československá strana socialistická                            | 1 130              | 15,41    | 5           |
| Československá živnostensko-obchodnická strana středostavovská | 564                | 7,69     | 3           |
| Národní Židé                                                   | 255                | 3,48     | 1           |
| Malorolníci                                                    | 167                | 2,28     | 0           |
| Německá kandidátka                                             | 155                | 2,11     | 0           |
| Celkem                                                         | 7 331              | 100,00 % | 36          |

## Zvolení zastupitelé
Do zastupitelstva byly zvoleny tyto osobnosti:

Československá sociálně demokratická strana dělnická:
- Jan Hošt - účetní nemocniční pokladny
- Tomáš Pokorný - správce nemocniční pokladny
- Bedřich Zelinka - stolař
- Jan Jelínek - kontrolor nemocniční pokladny
- Vlasta Bürgerová - choť profesora
- Matěj Klusal - zřízenec léčebného ústavu
- Josef Kratochvíl - malorolník
- Teodor Rak - hospodářský adjunkt cukrovaru
- Josef Krejčíř - vrchní průvodčí vlaku
- Marie Horáková - šička
- Jenofeva Gaťaříková - malorolnice

Československá strana lidová:
- Dr. Metoděj Barták - starosta, advokát
- Jan Kutňák - rolník
- P. Ladislav Janča - vikář
- Ferdinand Vlk - obchodník
- Leopold Kozák - rolník
- Marcelin Válek - úředník
- Jan Paška - hřebenář
- Metoděj Malý - rolník
- Vincenc Kempe - strojník

Československá národní demokracie:
- Cyril Gardavský - učitel
- Josef Jedlička - školní inspektor
- Josef Zelený - lékárník
- František Vrtílek - holič
- Emilie Lorencová - ?
- Hermína Vojtková - učitelka
- Jan Doležal - učitel hospodářské školy

Československá strana socialistická:
- Dr. Jan Štros - lékař
- Josef Třasoň - soukromý úředník
- Alois Hrabánek - učitel
- Josef Ungr - železniční zřízenec
- Leopold Slováček - cestmistr

Československá živnostensko-obchodnická strana středostavovská:
- Jan Čermák - obchodník
- Jan Krajča - zednický mistr
- Antonín Svoboda - obchodník

Národní Židé:
- Karl Stein - obchodník